# 第二基督教会
第二基督教会（Second Church of Christ）是一座历史悠久的教堂，属于国家史迹名录，位于哈特福德主街307号。
该堂建于1825年，1978年列入国家史迹名录。